# Misplaced Jealousy
Misplaced Jealousy est un film américain réalisé par Mack Sennett, sorti en 1911.

## Fiche technique
- Titre original : Misplaced Jealousy
- Réalisation : Mack Sennett
- Société de production : Biograph Company
- Pays de production :  États-Unis
- Langue originale : anglais
- Format : noir et blanc - film muet
- Date de sortie :
  - USA : 4 mai 1911

## Distribution
- Mack Sennett
- Claire McDowell
- Edward Dillon